# Chiesa dell'Aracoeli
La chiesa dell'Aracoeli (spesso chiamata anche Santa Maria in o di Aracoeli) è situata in via Aluntina a San Marco d'Alunzio, piccolo comune siciliano in provincia di Messina e nella diocesi di Patti che conserva ben 22 chiese.

## Storia
Edificata sulle rovine di un tempio pagano intorno al XII secolo, dopo la conquista normanna, per volontà di un giudeo convertito al cattolicesimo, la chiesa, con il nome di Santa Maria di Viseli, fu destinata alla comunità greca del paese, a lungo coesistente con quella latina e nei cui confronti sviluppò un tenace senso di indipendenza e di rivalità.
Di piccole dimensioni all'epoca della fondazione, l'edificio religioso venne ristrutturato e ingrandito nel 1494 e quindi riconsacrato nello stesso anno dal vescovo di Calcedonia Pietro de Calus. L'attuale configurazione si deve però a un altro intervento radicale, attuato nel 1630 dal procuratore Presti Vincenzo Librizzi, «che ne fu querendato per aver fatto disporre le colonne assai sottili», e completato nel 1720 dall'allora procuratore don Antonino Greco nella zona absidale e del transetto.

## Descrizione

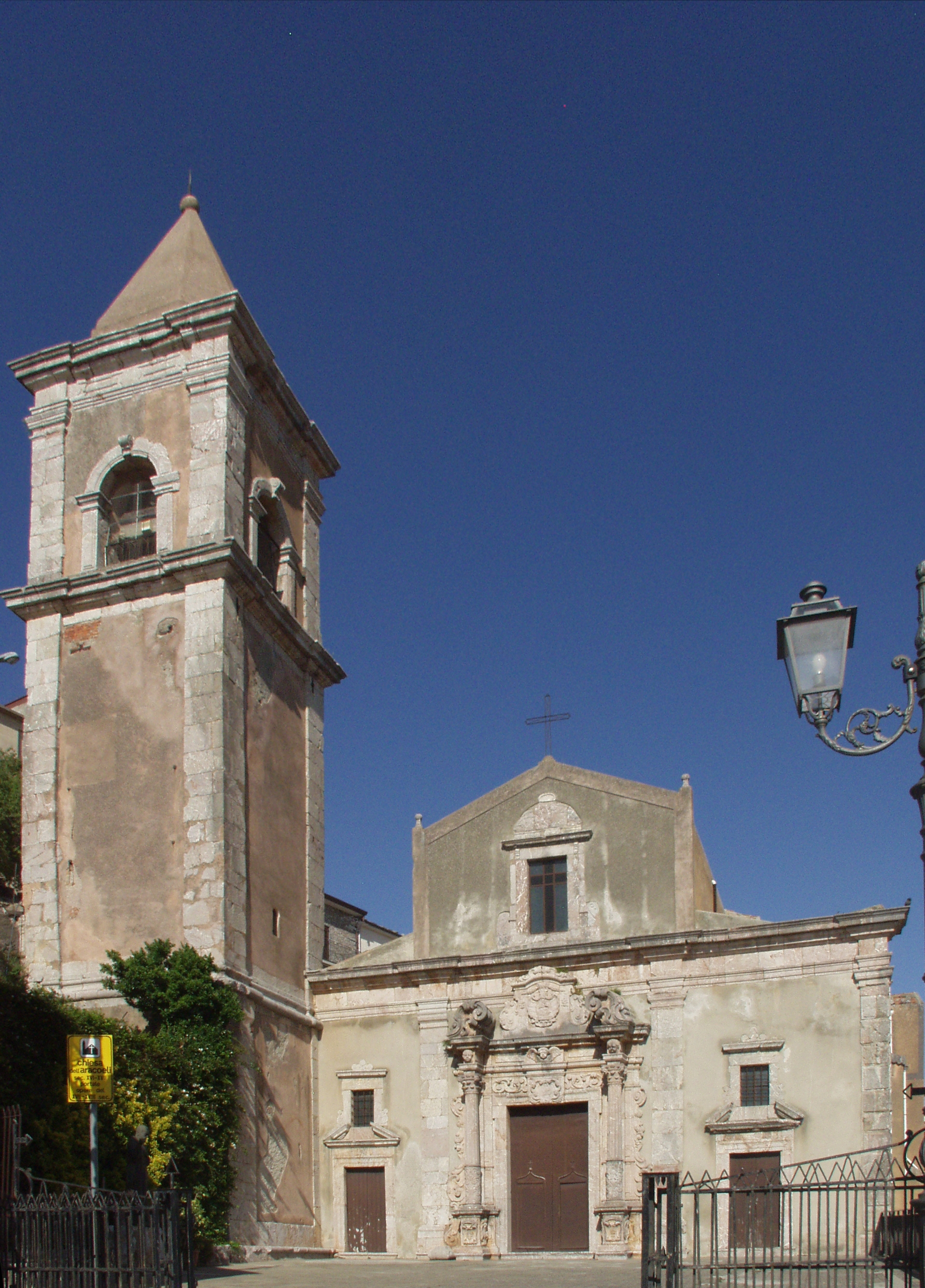
La facciata con il campanile.

### Esterno
Sia pure in assenza di testimonianze documentali, le linee architettoniche denunciano chiaramente l'ispirazione rinascimentale del primo rifacimento e le evidenti integrazioni secentesche e settecentesche del secondo, che hanno variamente condizionato l'aspetto complessivo della facciata in cui il vivace ritmo ascensionale suggerito dalle decorazioni barocche (in particolare dal suo imponente portale) è frenato e quasi schiacciato dalla lunga e pesante cornice marcapiano che ne corona l'intera fronte coprendo i salienti delle navate laterali, riducendo la spinta verso l'alto del vertice centrale di copertura ed evidenziando l'alterazione stilistica intervenuta.
Preso a sé, risulta invece armonico e superbo il movimentato insieme del portale, realizzato con marmo del luogo dagli abili lapicidi aluntini particolarmente attivi in epoca barocca: le due colonne scanalate che lo delimitano poggiano su slanciati piedistalli con simboli mariani e terminano con capitelli floreali di stile corinzio sormontati da due teste di putti che, a mo' di embrionali telamoni, sorreggono un frontone spezzato a volute con al centro l'effigie della Madonna.
Anche i due ingressi minori delle navate laterali sono conclusi da più modesti frontoni spezzati da finestre rettangolari ma, ancora una volta, denunciano qualche scompenso fra la regolarità delle linee classiche e l'esuberanza decorativista dei secoli successivi; qui, tuttavia, la sottolineatura dei tratti orizzontali è bilanciata dalla loro brevità e dai numerosi elementi verticali di cornici e paraste che puntano a gradevoli effetti di chiaroscuro.
Il campanile, robusto ma senza eccessi, domina l'ampio piazzale antistante la chiesa, chiudendone il prospetto sul lato sinistro con la sua posizione prominente. Eretto nel 1594, appare confacente per aspetto e forme al linguaggio stilistico della facciata.

### Interno
L'attuale struttura della chiesa, di impianto basilicale, è a croce latina, con tre navate divise da colonne tuscaniche in marmo rosso di produzione locale poggianti su alti plinti, "cappellette" laterali poco più che accennate dalle modanature ad arco delle campate, pavimentazione in marmo rosso aluntino e copertura con volte a crociera (navate laterali) e a botte (navata centrale).
La prima campata a sinistra è riservata alla porta d'accesso al campanile; la seconda contiene la statua lignea di Santa Lucia; la terza una tela dedicata ai Santi Biagio e Caterina e la quarta quella dei Santi Filippo e Giacomo. Al termine della navata, il transetto sinistro ospita la cappella del Santissimo Sacramento con un tabernacolo in legno dorato eseguito nel 1704 da don Corrado Oddo. Il presbiterio, che contiene un prezioso coro ligneo, è sormontato da un cupolone ottagonale a padiglione; sullo sfondo dell'abside campeggia la tela raffigurante la Madonna Assunta e anche il moderno altar maggiore in marmo, realizzato nel 2011 con intarsi cromatici, è dedicato all'Assunta.
Nel transetto destro la Cappella del Santissimo Crocifisso custodisce dietro una cancellata di ferro - circondato ai quattro angoli dal candore delle statue in gesso raffiguranti San Giovanni Evangelista, la Vergine Maria, Maria Maddalena e la Veronica, di putti, angeli e stucchi ornamentali di scuola serpottiana e, nella nicchia, dai marmi policromi della decorazione barocca - un miracoloso Crocifisso ligneo (di gusto spagnoleggiante, l'opera è generalmente attribuita a mastro Scipione Li Volsi, scultore secentesco di Tusa, e talvolta al coevo frate francescano Umile da Petralia), con ai piedi un quadro della Vergine dei Sette Dolori. La sua celebre processione di mezzogiorno, istituita ufficialmente nel 1612 ma con tracce risalenti al XV secolo, viene riproposta ogni anno secondo il rituale tradizionale. Essa prevede la partecipazione di 33 penitenti (quanti gli anni di Cristo) chiamati "babbaluti", che indossano un cappuccio e un saio blu e ai piedi portano solo i pesanti piruna, calze di lana di pecora o di cotone lavorate a mano; loro compito è sorreggere il fercolo di legno per il trasporto del Crocefisso lungo le strade del paese. La processione si svolge durante la Quaresima, solitamente l'ultimo venerdì di marzo.
Il transetto destro è concluso dall'altare in marmo, con statua in legno zecchinato, di San Michele Arcangelo. Da qui,  una ripida scala di dodici gradini in marmo rosso aluntino conduce in un piccolo putridarium ipogeo voltato a botte, ricavato nel 1722 come cripta sepolcrale dalla famiglia Greco che deteneva allora il patronato sulla cappella soprastante. All'interno, disposte lungo tre pareti, vi sono otto nicchie, di cui sei munite di sedile con foro centrale per la scolatura dei cadaveri e collegate a una sorta di canalizzazione per la raccolta dei liquami cadaverici e il loro spurgo all'esterno dell'edificio. Sull'ultima parete, sotto l'unica finestra che dà luce all'ambiente e una delle due mensole per l'esposizione dei teschi, si trova l'ossario per la raccolta dei resti scheletrici dopo la scolatura.
La quinta campata a destra ospita una tela dedicata alla Santissima Trinità; la quarta un artistico altare in marmo rosso locale, in stile tuscanico, con la settecentesca statua lignea della Madonna Assunta; nella terza campata si apre la cosiddetta porta fausa ("falsa", e quindi anche "secondaria"), riservata all'ingresso dei trentatré "babbaluti" incappucciati; nella seconda si conserva un dipinto raffigurante Sant'Antonio; nella prima si trova il fonte battesimale in marmo, sormontato da una cupola scolpita in legno.